# Amy Elizabeth Thorpe
Amy Elizabeth "Betty" Thorpe (Minneapolis (Estats Units d'Amèrica), 22 de novembre del 1910 - Castellnou dels Aspres (Rosselló), 1 de desembre del 1963) va ser una espia americana, abans i durant la Segona Guerra Mundial.

## Anys de joventut
Amy Elizabeth Thorpe era filla de George C. Thorpe, un condecorat oficial dels marines, i de Cora, filla de Henry H. Wells, senador de l'estat de Minnesota, graduada amb honors a la Universitat de Michigan, escriptora i exalumna de la Sorbona i de les universitats de Múnic i Colúmbia. La filla d'ambdós, Amy, després d'una infància molt viatgera, estudià a França i en escoles privades dels Estats Units. En l'adolescència publicà un llibre, Fioretta (Honolulu, 1922), escrit quan tenia 11 anys i que li prologà Wallace R. Farrington, governador de Hawaii.
L'abril del 1930 es casà amb Arthur J. Pack (1891-1945), segon secretari comercial a l'ambaixada britànica de Washington, amb qui tingué dos fills, Anthony Tony (nat el setembre del 1930) i Denise (el 1934). Per a ambdós, la seva mare optà que estudiessin en internats i, posteriorment, els donà en acollida.
El matrimoni viatjà a diverses destinacions diplomàtiques a Europa (Espanya i Polònia) i Amèrica del Sud (Xile). L'estada espanyola de la parella coincidí amb la Guerra Civil espanyola i s'ha dit que Amy Pack ajudà franquistes a escapar del Madrid republicà. El 1937 Arthur va ser destinat a Varsòvia, i a l'any següent fou transferit a la secció comercial de l'ambaixada britànica a Santiago de Xile. En aquest període, sembla que Amy s'oferí a l'espionatge britànic i fou reclutada com a col·laboradora. Aviat es dedicà a escriure articles polítics per a la premsa xilena en castellà i en anglès.

## Segona Guerra mundial
Encara que les fonts divergeixen sobre les activitats d'espionatge que Amy Elizabeth Pack portà a terme durant la guerra, sembla establert que, poc després d'esclatar la contesa, treballava per a la British Security Coordination (BSC), un organisme del Secret Intelligence Service britànic a Nova York als anys 40, que li assignà l'àlies de Cynthia. Inicialment seduí diplomàtics italians, però el 1941 rebé ordres d'infiltrar-se a l'ambaixada francesa del règim de Vichy a Nova York, i per fer-ho inicià una relació amb Charles-Emmanuel Brousse, adjunt de premsa i antic heroi de l'aviació gal·la de la Primera Guerra mundial. Brousse pertanyia a una històrica família rossellonesa i, per bé que antinazi, també estava profundament disgustat amb el govern britànic, que creia que l'any 1940 havia deixat França a mercè dels conqueridors alemanys. Elizabeth Thorpe (separada, havia renunciat al cognom de casada) se l'acostà fingint que treballava per a l'espionatge estatunidenc en contra del règim nazi, i Brousse li proporcionà informacions reservades. La BSC sol·licità l'ajuda de l'Office of Strategic Services (OSS) americana (l'antecessora de la Central Intelligence Agency), i s'aconseguiren els serveis d'un lladre de caixes de cabals que, amb la col·laboració dels amants Thrope i Brousse, aconseguí el juny de 1942 obrir la caixa forta de l'ambaixada de Vichy i fotografiar-ne els llibres que contenien la xifra naval gal·la. El descodificat dels missatges francesos, fos pels materials obtinguts en aquesta ocasió, o fos per informacions d'altres fonts, facilitaren en gran manera els desembarcaments aliats de 1942 a les possessions franceses del nord de l'Àfrica.
Thorpe va ser posteriorment enviada a Londres, amb destinació a l'oficina de Dorset Square de l'Special Operations Executive.

## Postguerra
Després que el seu marit Arthur Pack se suïcidés a Buenos Aires el novembre del 1945, Thorpe es casà a l'any següent amb el seu informador francès, el nord-català Brousse. Aquest adquirí el castell de Castellnou dels Aspres (a la Catalunya del Nord) per viure-hi plegats, i Amy Elizabeth Brousse hi passà els darrers anys de vida en discreta reclusió. Morí d'un càncer de gola el 1963.